# Język nyaturu
Język nyaturu, kinyaturu albo remi – język z rodziny bantu, używany w Tanzanii. W 1971 roku liczba mówiących wynosiła ok. 182 tys. W 1987 roku liczba mówiących wynosiła ok. 490 tys., a w 2016 roku – 892 tys. (dane Ethnologue).